# Comuna de Jordanów Śląski
Jordanów Śląski (polaco: Gmina Jordanów Śląski) é uma gminy (comuna) na Polónia, na voivodia de Baixa Silésia e no condado de Wrocławski. A sede do condado é a cidade de Jordanów Śląski.
De acordo com os censos de 2004, a comuna tem 2996 habitantes, com uma densidade 52,9 hab/km².

## Área
Estende-se por uma área de 56,62 km², incluindo:
- área agricola: 88%
- área florestal: 3%

## Demografia
Dados de 30 de Junho 2004:
|                      | Total   | Total | Mulheres | Mulheres | Homens  | Homens |
| -------------------- | ------- | ----- | -------- | -------- | ------- | ------ |
|                      | pessoas | %     | pessoas  | %        | pessoas | %      |
| População            | 2996    | 100   | 1498     | 50       | 1498    | 50     |
| Densidade (pop./km²) | 52,9    | 100   | 26,5     | 26,5     | 26,5    | 26,5   |

De acordo com dados de 2002, o rendimento médio per capita ascendia a 1687,97 zł.

## Comunas vizinhas
- Borów, Kobierzyce, Kondratowice, Łagiewniki, Sobótka